# Felix Reichardt

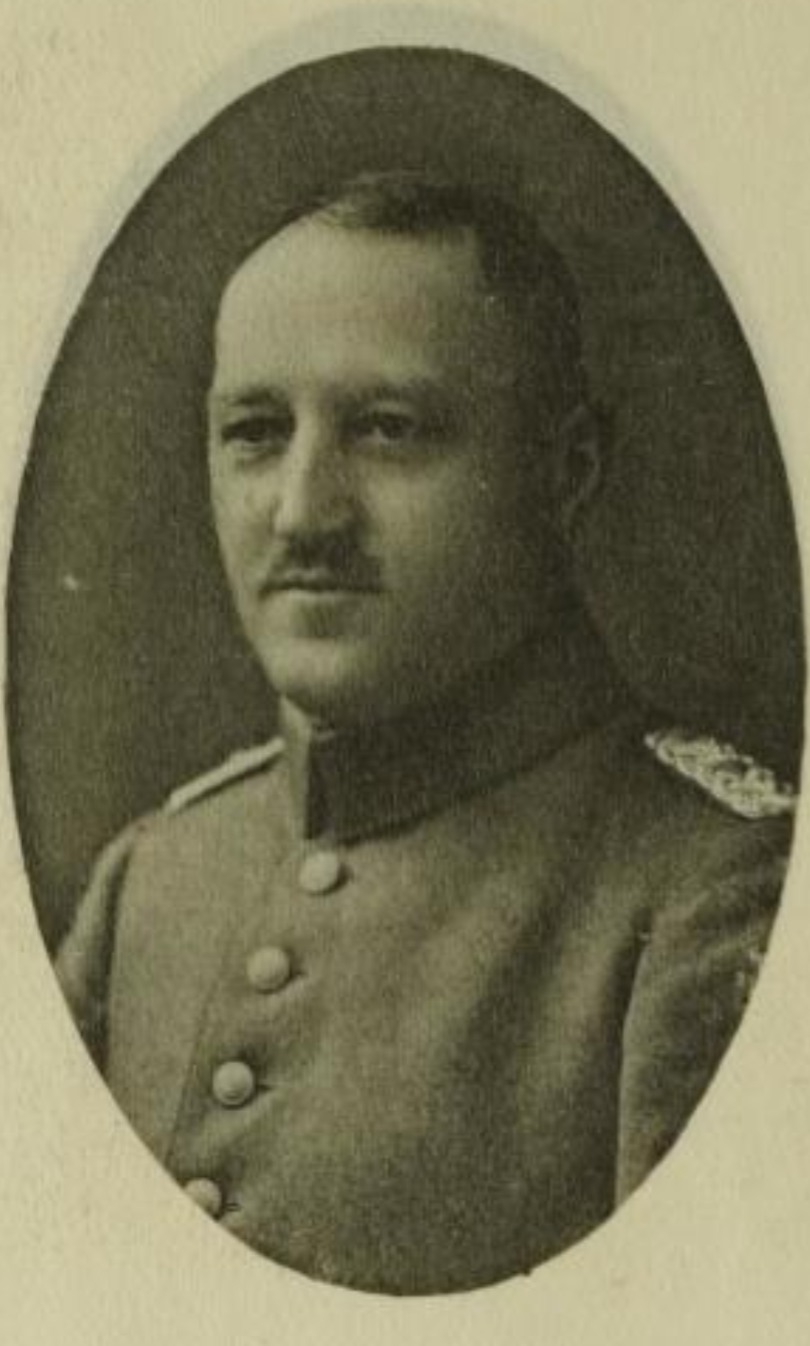
Felix Reichardt

Adolf Felix Reichardt (* 1. August 1869 in Leipzig; † 8. November 1927 in Dresden) war ein sächsischer Generalmajor.

## Leben
Reichardt trat gegen 1888 in das Pionier-Bataillon Nr. 12 der Sächsischen Armee ein, wurde Anfang September 1889 Sekondeleutnant und stieg bis Ende März 1895 zum Premierleutnant auf. 1901 wurde er unter Verwendung beim Großen Generalstab in Berlin zum sächsischen Generalstab kommandiert und in dieser Eigenschaft am 23. März 1901 zum Hauptmann befördert. Am 1. April 1904 wurde er zum Generalstab des XII. (I. Königlich Sächsischen) Armee-Korps kommandiert und blieb bis 1905 in dieser Position. Er wurde dann als Chef der 4. Kompanie in das Pionier-Bataillon Nr. 12 zurückversetzt.
Am 21. Mai 1907 wurde er zum preußischen Ingenieur-Komitee kommandiert und in dieser Position am 27. März 1909 zum Major befördert. Am 8. August 1911 wurde er in den Generalstab des XII. (I. Königlich Sächsischen) Armee-Korps kommandiert. Nachfolgend wurde er am 23. September 1913 als Bataillonskommandeur in das 5. Infanterie-Regiment „Kronprinz“ Nr. 104 versetzt. In dieser Eigenschaft erfolgte am 20. April 1914 seine Beförderung zum Oberstleutnant.
Nach Ausbruch des Ersten Weltkrieges wurde Reichardt im August 1914 von seiner Position enthoben und als Chef des Generalstabes in das XXVII. Reserve-Korps versetzt. Im Dezember desselben Jahres wurde er Chef des Generalstabes der Etappeninspektion des AOK 3. Einige Monate später wurde er am 25. Februar 1915 Kommandeur des Ersatz-Infanterie-Regiment Nr. 23. In dieser Eigenschaft konnte er im Vogesenabschnitt bei Badonviller den Ausbau der Stellung deutlich fördern und die Linie des II. Bataillons vorschieben ohne größere Verluste zu erhalten. Er wurde dafür am 20. Oktober 1915 mit dem Ritterkreuz des Militär-St.-Heinrichs-Ordens ausgezeichnet. Am 17. Januar 1916 wurde er zum Oberst befördert und im Dezember 1916 Chef des Generalstabes des XIX. (II. Königlich Sächsisches) Armee-Korps. Anfang 1917 konnte er einen materiell überlegenen Großangriff der englischen Truppen unter größter Umsicht abhalten. Im Juni desselben Jahres koordinierte er zahlreiche Divisionen und veranlasste mit zahlreichen offensiven Stößen, bedrängte kämpfende Truppen zu entlasten. Er wurde dafür am 3. Juli 1917 mit dem Kommandeurkreuz II. Klasse des Militär-St.-Heinrichs-Ordens ausgezeichnet. Reichardt blieb bis zum 31. März 1918 Chef des Generalstabes und wurde am 1. April 1918 Kommandeur der 7. Infanterie-Brigade Nr. 88. Nach dem Waffenstillstand von Compiègne führte er die Brigade in die Heimat zurück und gab das Kommando am 10. Januar 1919 ab. Er wurde darauf in das sächsische Ministerium für Militärwesen kommandiert, erhielt am 20. April den Charakter als Generalmajor und wurde ab dem 24. April 1919 als Abteilungschef im Ministerium verwendet. Nachfolgend übernahm er ab dem 1. Oktober 1919 die Reichswehr-Brigade 12 und kommandierte diese bis 1920, wonach er zum Chef der sächsischen Landespolizei ernannt wurde. Er trat aus Gesundheitsgründen bis 1921 von seiner Position zurück.
Reichardt wohnte bis zu seinem Tod in der Dresdner Schubertstraße 41 mit seiner Frau Erna Stanislawa. Sei Grab befindet sich auf dem zweiten Dresdner Johannisfriedhof.